# Christian Klien
Christian Klien, avstrijski dirkač Formule 1, * 7. februar 1983, Hohenems, Avstrija.
Christian Klien je avstrijski dirkač Formule 1. Debitiral je v sezoni 2004, ko je na dirko za Veliko nagrado Belgije s šestim mestom dosegel svojo prvo uvrstitev med dobitnike točk. V naslednji sezoni 2005 mu je to uspelo petkrat, s petim mestom na zadnji dirki sezone za Veliko nagrado Kitajske, kar je njegov najboljši rezultat v karieri, enim sedmim in tremi osmimi mesti. V sezoni 2006 je dosegel še dve osmi mesti, v sezoni 2007 pa je bil testni dirkač Honde, na eni dirki je bil tudi tretji dirkač.

## Dirkaški rezultati

### Pregled rezultatov
| Sezona | Serija                       | Moštvo             | Dirke         | Pole          | Zmage         | Toč           | Uvr           |
| ------ | ---------------------------- | ------------------ | ------------- | ------------- | ------------- | ------------- | ------------- |
| 1999   | Formula BMW Junior           | ADAC Sport München | 20            | 1             | 3             | 193           | 4.            |
| 2000   | Formula BMW ADAC             | Team Rosberg       | 19            | 0             | 0             | 57            | 10.           |
| 2001   | Formula BMW ADAC             | Team Rosberg       | 19            | 3             | 5             | 232           | 3.            |
| 2002   | Formula Renault 2000 Eurocup | JD Motorsport      | 8             | 0             | 0             | 92            | 6.            |
| 2002   | Nemška Formula Renault 2000  | JD Motorsport      | 14            | 2             | 4             | 278           | 1.            |
| 2003   | Evropska Formula 3           | Mücke Motorsport   | 20            | 6             | 3             | 89            | 2.            |
| 2003   | Masters Formule 3            | Mücke Motorsport   | 1             | 0             | 1             | ?             | 1.            |
| 2004   | Formula 1                    | Jaguar             | 18            | 0             | 0             | 3             | 16.           |
| 2005   | Formula 1                    | Red Bull           | 15            | 0             | 0             | 9             | 15.           |
| 2006   | Formula 1                    | Red Bull           | 15            | 0             | 0             | 2             | 18.           |
| 2007   | Formula 1                    | Honda              | Testni dirkač | Testni dirkač | Testni dirkač | Testni dirkač | Testni dirkač |
| 2010   | Formula 1                    | Hispania Racing    | 3             | 0             | 0             | 0             | 27.           |

### Formula 1
(legenda) (odebeljene dirke pomenijo najboljši štartni položaj, poševne pa najhitrejši krog, †-uvrščen kljub odstopu)
| Leto | Moštvo                  | Šasija        | Motor                  | 1      | 2       | 3       | 4       | 5       | 6       | 7       | 8     | 9       | 10      | 11     | 12     | 13      | 14     | 15      | 16      | 17     | 18     | 19     | Prv | Toč |
| ---- | ----------------------- | ------------- | ---------------------- | ------ | ------- | ------- | ------- | ------- | ------- | ------- | ----- | ------- | ------- | ------ | ------ | ------- | ------ | ------- | ------- | ------ | ------ | ------ | --- | --- |
| 2004 | Jaguar Racing           | Jaguar R5     | Cosworth V10           | AVS 11 | MAL 10  | BAH 14  | SMR 14  | ŠPA Ret | MON Ret | EU 12   | KAN 9 | ZDA Ret | FRA 11  | VB 14  | NEM 10 | MAD 13  | BEL 6  | ITA 13  |         | JAP 12 | BRA 14 |        | 16. | 3   |
| 2004 | Jaguar Racing           | Jaguar R5B    | Cosworth V10           |        |         |         |         |         |         |         |       |         |         |        |        |         |        |         | KIT Ret |        |        |        | 16. | 3   |
| 2005 | Red Bull Racing         | Red Bull RB1  | Cosworth V10           | AVS 7  | MAL 8   | BAH DNS | SMR TD  | ŠPA TD  | MON TD  | EU TD   | KAN 8 | ZDA DNS | FRA Ret | VB 15  | NEM 9  | MAD Ret | TUR 8  | ITA 13  | BEL 9   | BRA 9  | JAP 9  | KIT 5  | 15. | 9   |
| 2006 | Red Bull Racing         | Red Bull RB2  | Ferrari V8             | BAH 8  | MAL Ret | AVS Ret | SMR Ret | EU Ret  | ŠPA 13  | MON Ret | VB 14 | KAN 11  | ZDA Ret | FRA 12 | NEM 8  | MAD Ret | TUR 11 | ITA 11  | KIT     | JAP    | BRA    |        | 18. | 2   |
| 2007 | Honda Racing F1 Team    | Honda RA107   | Honda V8               | AVS    | MAL     | BAH     | ŠPA     | MON     | KAN     | ZDA     | FRA   | VB TD   | EU      | MAD    | TUR    | ITA     | BEL    | JAP     | KIT     | BRA    |        |        | -   | -   |
| 2010 | Hispania Racing F1 Team | Hispania F110 | Cosworth CA2010 2.4 V8 | BAH    | AVS     | MAL     | KIT     | ŠPA TD  | MON     | TUR     | KAN   | EU TD   | VB      | NEM    | MAD    | BEL     | ITA    | SIN Ret | JAP     | KOR    | BRA 22 | ABU 20 | 27. | 0   |